# This Is the Arrival
This Is the Arrival war eine von 2008 bis 2013 bestehende Indie-Rock-Band aus München.

## Geschichte
This Is The Arrival bestand in seiner letzten Besetzung seit Ende 2009. Durch einen Auftritt beim Münchner Tollwood-Festival lernte Ron Flieger, Songwriter des Duos Chau Chat, die damaligen Bandmitglieder kennen. Im Jahre 2009 veröffentlichten sie ihre erste EP Metropolis. Anfang 2010 tourte die Band gemeinsam mit Mikroboy. Danach begleiteten sie Fertig, Los! auf Tour, um am 20. August 2010 das selbstbetitelte Debütalbum über Dienje Music zu veröffentlichen. Die Vorabsingle Mexico erschien bereits am 6. August 2010. Im Jahr 2011 folgten mit New York's Got a Piece of My Chest und Wish We Were Lovers zwei weitere Singles. Im Februar 2012 veröffentlichten sie ihr zweites Album A Million Kicks. Anfang August 2012 erfolgte eine exklusive Videopremiere für das Lied Sweetest Sound über die Webpräsenz von Red Bull. Die Band löste sich nach einem letzten Konzert im Münchener Atomic Café im November 2013 auf.

## Diskografie

### Studioalben
- 2010: This Is the Arrival
- 2012: A Million Kicks

### EPs
- 2009: Metropolis, 11. September 2009

### Singles
- 2010: Mexico
- 2011: New York’s Got a Piece of My Chest
- 2011: Wish We Were Lovers